# 勝利聖母教堂 (維也納)

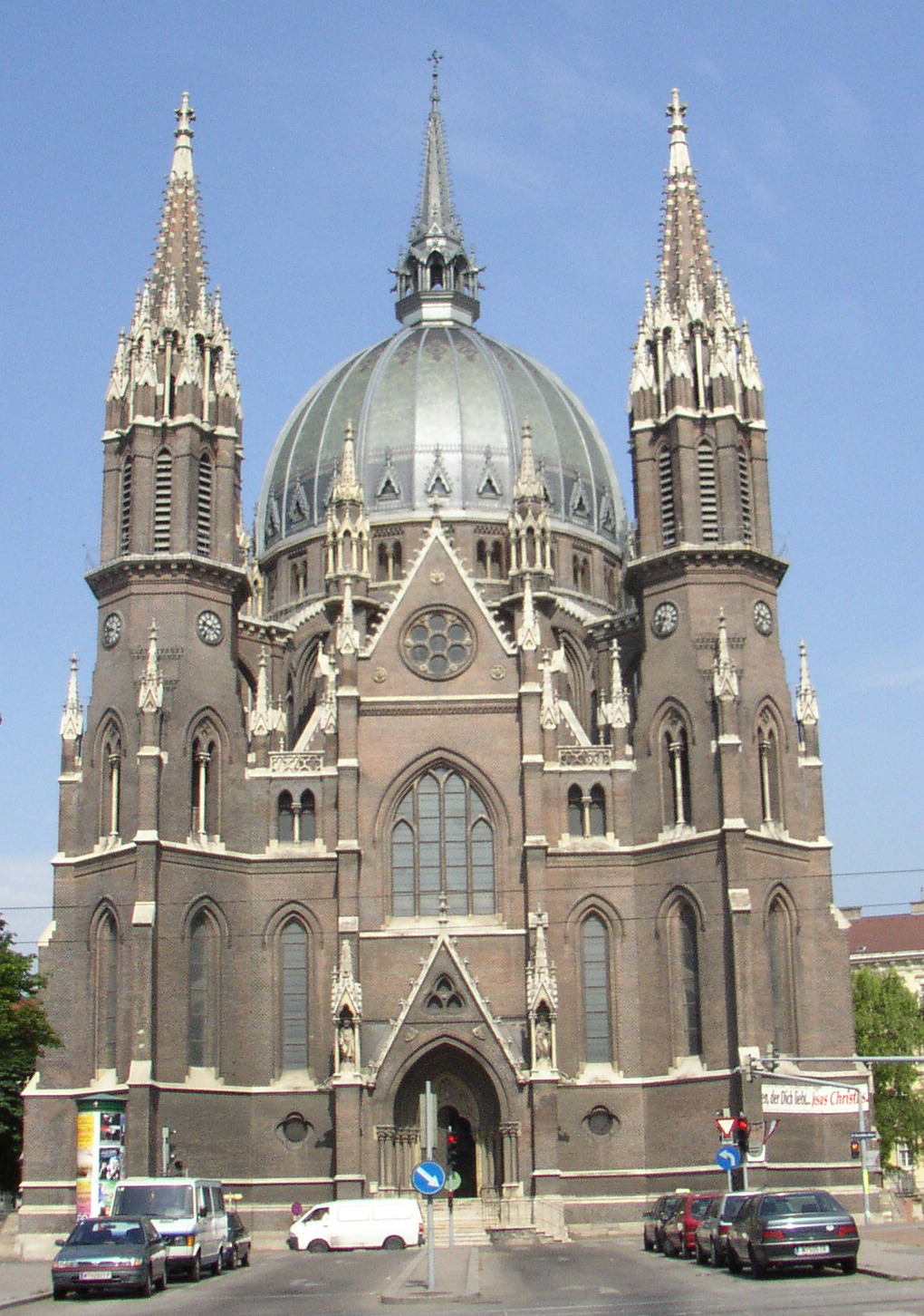
勝利聖母教堂

勝利聖母教堂（德語：Kirche Maria vom Siege）是奧地利首都維也納的科普特正教會教堂，位在第15區。

## 歷史
勝利聖母教堂建於1868年到1875年，原為羅馬天主教教堂，2015年改為科普特正教會教堂。勝利聖母源自1620年天主教聯盟在白山戰役中的勝利。

## 外部連結
48°11′35″N 16°20′15″E / 48.19306°N 16.33750°E